# ديفيد براين (ممثل)
ديفيد براين (بالإنجليزية: David Brian)‏، (ولد: 5 أغسطس 1914 – توفي: 15 يوليو 1993)، هو ممثل وراقص أمريكي. رُشح لجائزة غولدن غلوب لأفضل ممثل مساعد سنة 1949 عن دوره في فيلم دخيل في الغبار. توفي يوم 15 يوليو 1993 نتيجة مرض القلب والسرطان، وترك خلفه زوجته لورنا غراي.

## روابط خارجية
- ديفيد براين على موقع IMDb (الإنجليزية)
- ديفيد براين على موقع أول موفي (الإنجليزية)
- ديفيد براين على موقع إن إن دي بي (الإنجليزية)
- ديفيد براين على موقع قاعدة بيانات الفيلم (الإنجليزية)